# Sioux Falls Skyforce 2012-2013
La stagione 2012-13 dei Sioux Falls Skyforce fu la 7ª nella NBA D-League per la franchigia.
I Sioux Falls Skyforce arrivarono quarti nella Central Division con un record di 25-25, non qualificandosi per i play-off.

## Roster
| N° | Naz.                          | Ruolo | Sportivo           | Anno | Alt. | Peso |
| -- | ----------------------------- | ----- | ------------------ | ---- | ---- | ---- |
| 2  | Stati Uniti (bandiera)        | A     | Arnett Moultrie    | 1990 | 208  | 111  |
| 3  | Stati Uniti (bandiera)        | A     | Bryant Voiles      | 1989 | 206  | 95   |
| 7  | Stati Uniti (bandiera)        | G     | Troy Hudson        | 1976 | 185  | 84   |
| 9  | Stati Uniti (bandiera)        | G     | Mustapha Farrakhan | 1988 | 193  | 82   |
| 9  | Stati Uniti (bandiera)        | G     | Dominique Johnson  | 1987 | 191  | 88   |
| 10 | Stati Uniti (bandiera)        | G     | Jai Lucas          | 1988 | 178  | 73   |
| 11 | Stati Uniti (bandiera)        | G     | Andre Barrett      | 1982 | 180  | 79   |
| 11 | Stati Uniti (bandiera)        | G     | Mark Tyndale       | 1986 | 196  | 95   |
| 13 | Stati Uniti (bandiera)        | G     | Gabe Pruitt        | 1986 | 193  | 84   |
| 14 | Stati Uniti (bandiera)        | G     | Chris Davis        | 1986 | 191  | 84   |
| 15 | Stati Uniti (bandiera)        | G     | Andrew Goudelock   | 1988 | 191  | 91   |
| 15 | Stati Uniti (bandiera)        | G     | Donald Sloan       | 1988 | 191  | 93   |
| 17 | Stati Uniti (bandiera)        | GA    | Mychel Thompson    | 1988 | 201  | 98   |
| 18 | Stati Uniti (bandiera)        | A     | Damian Saunders    | 1988 | 203  | 97   |
| 19 | Stati Uniti (bandiera)        | GA    | Seth Tarver        | 1988 | 196  | 98   |
| 21 | Stati Uniti (bandiera)        | A     | Bryant Voiles      | 1989 | 206  | 95   |
| 22 | Stati Uniti (bandiera)        | A     | Dan Coleman        | 1985 | 206  | 102  |
| 22 | Stati Uniti (bandiera)        | G     | Casey Mitchell     | 1988 | 193  | 100  |
| 22 | Stati Uniti (bandiera)        | A     | Arnett Moultrie    | 1990 | 208  | 111  |
| 23 | Stati Uniti (bandiera)        | A     | Demetris Nichols   | 1984 | 198  | 96   |
| 24 | Stati Uniti (bandiera)        | A     | Mike Davis         | 1988 | 206  | 102  |
| 32 | Stati Uniti (bandiera)        | AC    | Jarvis Varnado     | 1988 | 206  | 95   |
| 33 | Rep. Centrafricana (bandiera) | A     | James Mays         | 1986 | 206  | 104  |
| 34 | Regno Unito (bandiera)        | C     | Chris Ayer         | 1985 | 208  | 113  |
| 34 | Stati Uniti (bandiera)        | C     | Hassan Whiteside   | 1989 | 213  | 118  |
| 44 | Stati Uniti (bandiera)        | C     | Will Foster        | 1988 | 226  | 118  |
| 44 | Stati Uniti (bandiera)        | C     | Dexter Pittman     | 1988 | 211  | 129  |

## Staff tecnico
- Allenatore: Joel Abelson
- Vice-allenatori: Jermaine Byrd, DeSean Hadley, Darren Kohne
- Preparatore atletico: Dustin Schramm